# Dauer 962 Le Mans
Dauer 962 Le Mans foi um carro esportivo GT1 baseado no carro de corrida Porsche 962. Criado pelo alemão Jochen Dauer para equipe Dauer Racing, foi campeã das 24 Horas de Le Mans 1994, com apoio técnico da Porsche.  A primeira versão de rua estreou no Frankfurt Auto Show de 1993. 

## Características técnicas
Produzido entre 1993 e 1997, o modelo era equipado com o mesmo motor do Porsche 962:  6 cilindros contrapostos, produzido pela Porsche e preparado pela própria Dauer:  Type-935, 2994 cc Flat-6 com dois turbocompressores Kühnle, Kopp und Kausch AG. . 
Capaz de levar o 962 Le Mans de 0 a 100 Km/h em 2,8 segundos, e de 0 a 200 Km/h em 7,3 segundos e velocidade máxima estimada em mais de 400 Km/h.